# Biblioteca Nacional de Panamá
La Biblioteca Nacional de Panamá, llamada Biblioteca Nacional de Panamá Ernesto J. Castillero, fue creada mediante la Ley Orgánica de Educación de 1941 e inaugurada el 11 de julio de 1942. Su sede se encuentra ubicada en el Parque Recreativo Omar Torrijos, en la ciudad de Panamá. Reposan valiosas colecciones de periódicos antiguos, material fotográfico, y literatura panameña y universal, entre otras. La biblioteca maneja además una red de cincuenta y nueve bibliotecas públicas distribuidas en todo el país.

## Historia

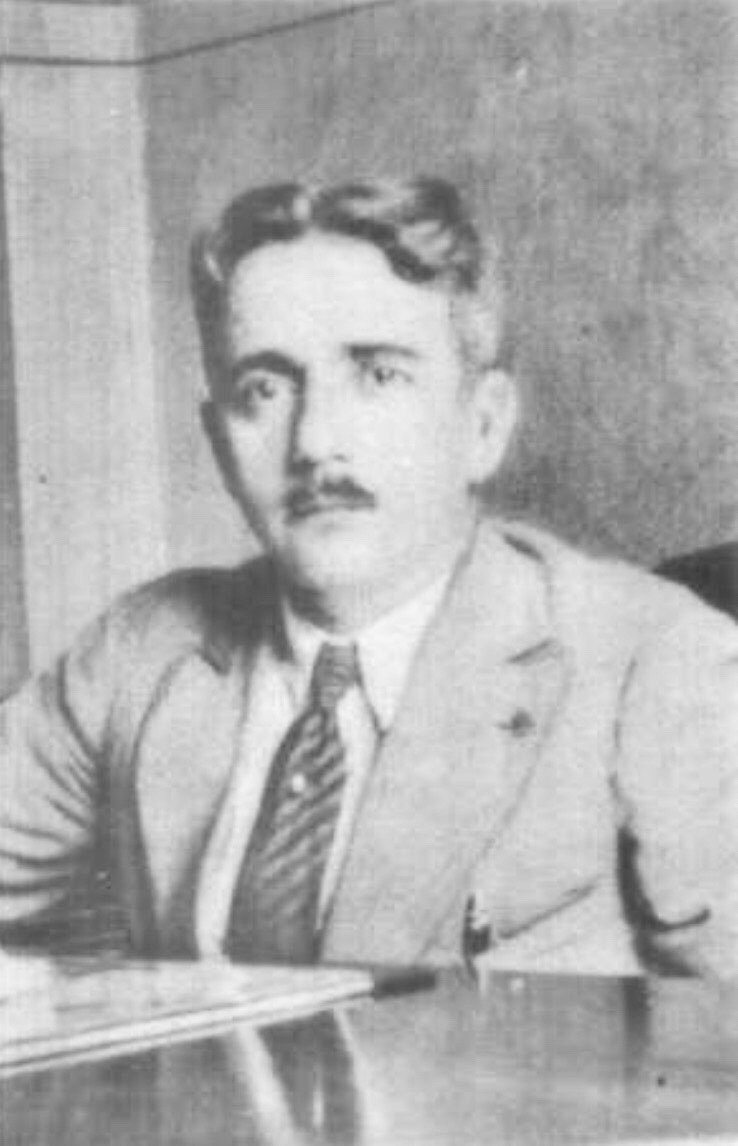
Ernesto Castillero Reyes, fundador y primer director de la Biblioteca Nacional.

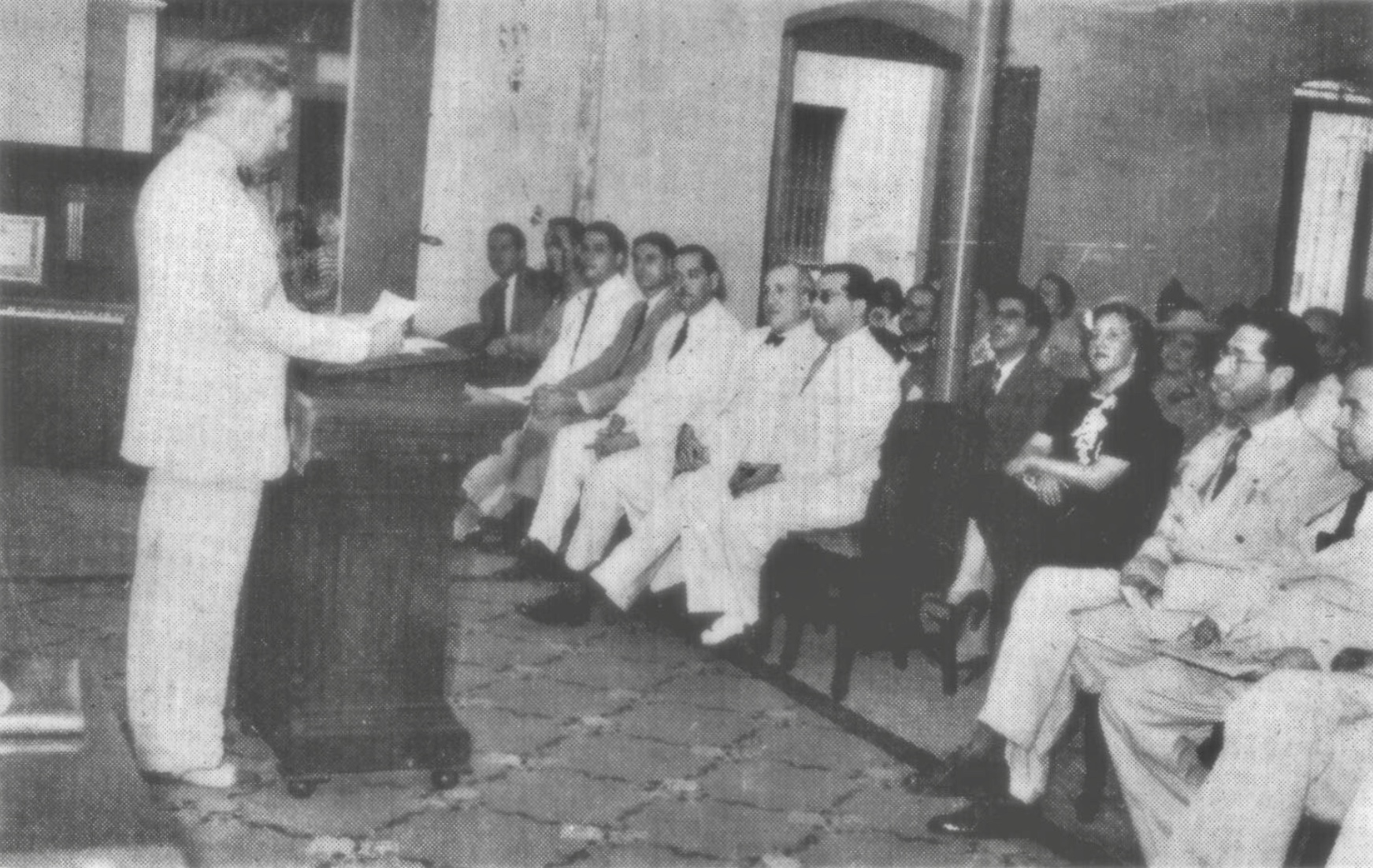
Inauguración de la Biblioteca Nacional. El director Ernesto Castillero dictó un discurso en presencia del presidente Ricardo de la Guardia y su gabinete, además del público general.

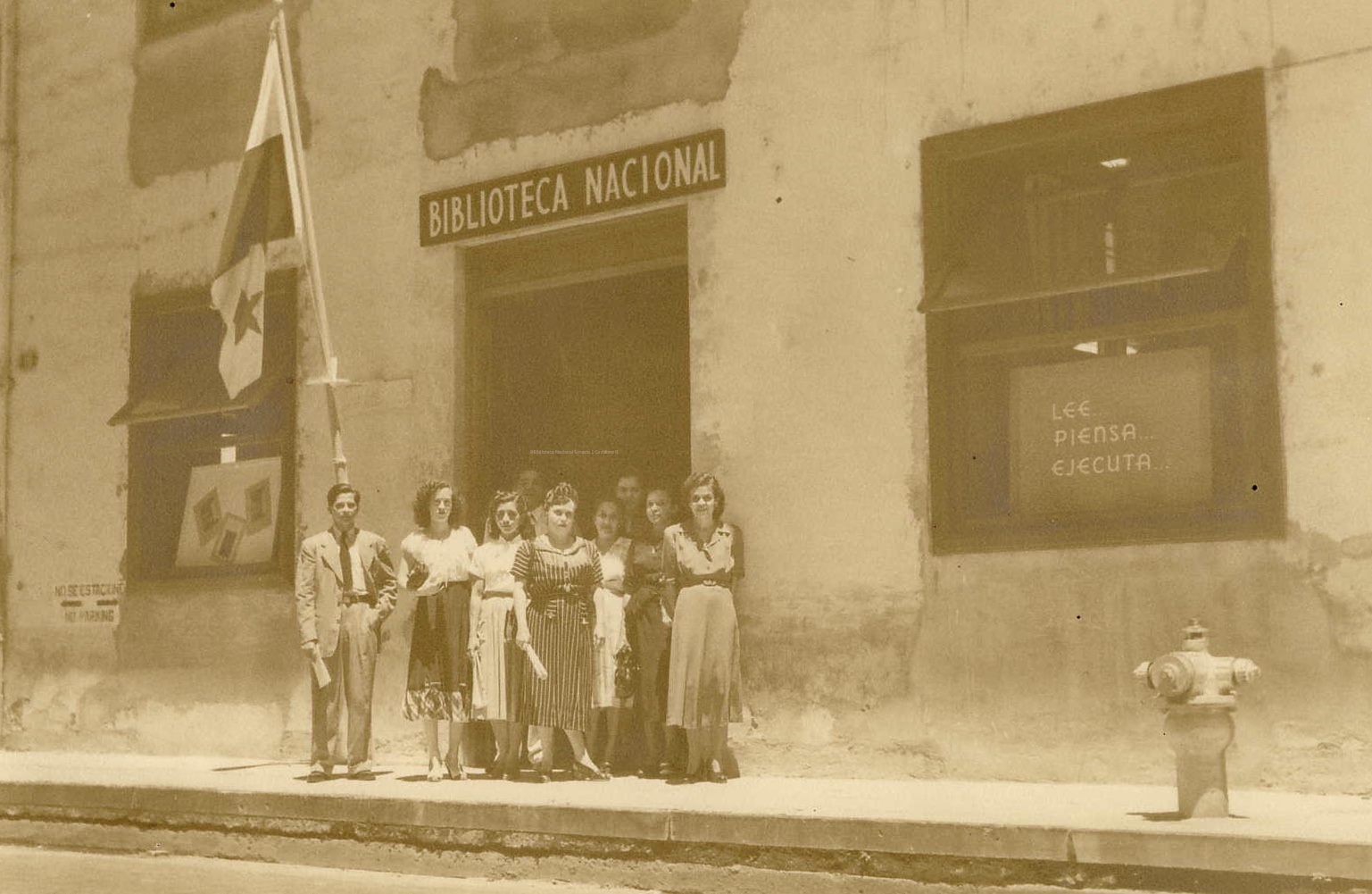
La Biblioteca Nacional de Panamá en 1948, cuando se encontraba en su primera sede.

La Biblioteca Nacional Ernesto J. Castillero fue creada bajo la administración de Arnulfo Arias Madrid. La Ley Orgánica de Educación de 1941 autorizó al Poder Ejecutivo para establecer la Biblioteca Nacional, lo cual se realizó mediante el Decreto n.º 238 de 31 de enero de 1942. Se inauguró el 11 de julio de 1942 en un local contiguo a la Presidencia de la República de Panamá y se nombra como su primer director al Profesor Ernesto J. Castillero, quien se encarga de levantar el inventario de la colección de libros de más de diez mil libros pertenecientes a la antigua Biblioteca Colón que pasa a ser el acervo inicial de la nueva Biblioteca Nacional. Esta colección contaba con periódicos y revistas panameñas completas e incompletas y libros nacionales y extranjeros.
En este local se mantuvo la Biblioteca Nacional hasta enero de 1961, cuando fue trasladada a un edificio cerca de la actual sede de la Asamblea Nacional de Panamá. El 24 de septiembre de 1987, la biblioteca se trasladó a su sede actual en el Parque Recreativo Omar Torrijos, un edificio de cinco mil metros cuadrados distribuidos en cuatro niveles de consultas.